# Пипчук, Василий Иванович
Василий Иванович Пипичук (1924—1996) — участник Великой Отечественной войны, полный кавалер ордена Славы. Полковник.

## Биография
Родился 14 октября 1924 года в селе Ассенкритовка ныне района Беимбета Майлина Костанайской области Казахстана в семье крестьянина. Украинец. Окончил 8 классов. Работал в колхозе.
В августе 1942 года был призван в Красную Армию и направлен во 2-е Тюменское пехотное училище. Но программу обучения курсантам закончить не пришлось, весной 1943 года они были направлены на фронт.
В мае 1943 года красноармеец Пипчук прибыл в 66-ю гвардейскую стрелковую дивизию, стоявшую на переформировании после боев под Сталинградом. В составе этой дивизии получил боевое крещение в боях на Курской дуге, сражался на Воронежском, Юго-Западном фронтах. После первых боев был зачислен в разведроту, затем дивизионную разведку. В сентябре, во время наступательных боев на Украине, был ранен, и почти три месяца провел в госпитале.
Вернулся на фронт в конце декабря, когда бои шли уже на Правобережной Украине. Был зачислен в 53-ю стрелковую дивизию, в 27-ю отдельную разведывательную роту (2-й Украинский фронт). В составе этой роты прошел до конца войны.
1 апреля 1944 года в составе разведгруппы красноармеец Пипчук проник в расположение противника в районе хутора Степной (Одесская область, Украина). Действуя в группе захвата, первым ворвался в дом на окраине хутора и захватил пленных. Преследуя выбежавших из других домов фашистов, огнем из своего автомата уничтожил троих из них. Разведчики без потерь вернулись к своим и привели четырех «языков».
Приказом командира 53-й стрелковой дивизии от 30 апреля 1944 года за смелость и отвагу красноармеец Пипчук Василий Иванович награжден орденом Славы 3-й степени (N 53258).
От боя к бою набирался опыта разведчик Пипчук, вскоре он стал командиром отделения, младшим сержантом. Фронтовая газета о нем писала: «…смелостью, хладнокровием, находчивостью снискал себе добрую славу. Его любят товарищи, на него, как на каменную стену, надеется командир…». В августе 1944 года части дивизии вели бои на территории Румынии.
23 августа 1944 года во время поиска в глубоком тылу противника в районе города Пьятра-Нямц (Румыния) разведгруппа была обнаружена. В схватке с врагом младший сержант Пипчук лично уничтожил 4 вражеских солдат, захватил «языка». К вечеру группа без потерь возвратилась в расположение своей части и привела 6 пленных.
25 августа в районе города Тыргу-Фрумос (Румыния) с тремя разведчиками ушел в разведпоиск. Разведчики собрали ценные данные, но нужен был контрольный «язык». Пользуясь темнотой и ненастной погодой, разведчики пристроились в хвост вражеской колонны, шедшей по шоссе, и взяли в плен 2 отставших пехотинцев. Они дали ценные сведения об организации обороны противника на данном участке фронта.
Приказом по войскам 7-й гвардейской армии от 8 сентября 1944 года за смелость и отвагу младший сержант Пипчук Василий Иванович награжден орденом Славы 2-й степени (N 6969).
В октябре 1944 года группа разведчиков во главе с сержантом Пипчуком проникла в глубокий вражеский тыл в районе станции Сармашел (Венгрия) и собрала ценные сведения о противнике. В ночь с 7 на 8 ноября 1944 года Пипчук с группой разведчиков вновь перешел передний край обороны противника, разведывал его оборонительные сооружения и огненные средства в районе населённого пункта Пайджени (Венгрия). Лично уничтожил 2 вражеских солдат. Поставленная задача была выполнена. За проявленное мужество был представлен к награждению орденом Славы 1-й степени.
Пока по инстанциям ходили наградные документы бои продолжались. Разведчик Пипчук участвовал в боях за освобождение Чехословакии. В 1944 году вступил в ВКП(б)/КПСС.
Указом Президиума Верховного Совета СССР от 24 марта 1945 года за исключительное мужество, отвагу и бесстрашие, проявленные в боях с гитлеровскими захватчиками, сержант Пипчук Василий Иванович награждён орденом Славы 1-й степени (N 129). Стал полным кавалером ордена Славы.
День Победы встретил в австрийском городе Галабрун. В июне 1945 года в составе сводного полка 2-го Украинского фронта участвовал в параде Победы. В августе 1945 года написал рапорт с просьбой отправить на учебу в военное училище.
В 1947 году окончил Ивановское военно-политическое училище. Служил в политотделе одного из авиационных соединений в Группе советских войск в Германии. Затем был направлен на работу в органы госбезопасности, окончил школу КГБ в Новосибирске. Служил сотрудником особого отдела в ГСВГ, в органах КГБ в Иванове, в Вичуге.
В 1955 году был уволен в запас по сокращению Вооруженных сил. Вернулся на родину, затем переехал в Куйбышевскую (Самарскую) область, на родину жены. Семь лет жил в городе Сергиевск ныне Самарской области. Работал журналистом в местной газете «Ленинец».
В 1962 году переехал жить в город Иваново. С этого времени и до выхода на пенсию работал в исправительно-трудовых учреждениях Министерства внутренних дел. С 1975 года полковник запаса, персональный пенсионер союзного значения.
Жил в Иванове, активно участвовал в общественной жизни. Часто публиковался в областной газете, автор повестей «Записки разведчика», «Шаги мужества», «Тонина тропинка войны», «Школа разведчика», "Контрольный «язык», Операция «мост». Был членом Союза журналистов СССР. Вел активную патриотическую работу, встречался со школьниками, студентами, выступал с лекциями. Одна из комнат его квартиры стала музеем (после его смерти перевезен в город Сергиевск). В 1985, 1990 и 1995 годах участвовал в юбилейных парадах на Красной площади.
Скончался 24 декабря 1996 года. Похоронен в городе Иваново, на кладбище Балино.

## Награды
- Орден Славы 1 степени (24 марта 1945 — № 1290)[1];
- Орден Славы 2 степени (8 сентября 1944 — № 6969)[2];
- Орден Славы 3 степени (30 апреля 1944 — № 53258)[3];
- Орден Отечественной войны 1 степени (11 марта 1985)[4];
- Медаль «За отвагу» (8 мая 1945)[5];
- так же ряд медалей.

## Память
В Иванове, на доме где жил ветеран, в 2006 году открыта мемориальная доска. Его имя увековечено на мемориальной доске выпускникам и преподавателям Ивановского военно-политического училища, открытой в мае 2010 года. На родине, в селе Ассенкритовка у здания школы установлен бюст. Его имя увековечено на мемориале Героев в городе Иваново.